# Bob Considine
Robert Bernard Considine (Washington, D.C., 4 de novembro de 1906 — Nova Iorque, 25 de setembro de 1975), conhecido como Bob Considine, foi um jornalista, autor e comentarista norte-americano. Ele é mais conhecido como coautor de Thirty Seconds Over Tokyo e The Babe Ruth Story.

## Biografia
Como estudante, Considine frequentou a Gonzaga College High School e a George Washington University, ambas em sua cidade natal, Washington, D.C.. Ele também trabalhou como funcionário do governo em Washington.
Ele começou sua carreira como jornalista por iniciativa própria. Em 1930, ele supostamente foi aos editores do agora extinto The Washington Herald para reclamar quando escreveram incorretamente seu nome em uma reportagem sobre um torneio de tênis amador do qual ele havia participado. Ele foi contratado como repórter de tênis do jornal. Mais tarde ele começou a escrever resenhas de teatro e artigos de domingo. O jornal fazia parte de um sindicato dos principais jornais diários de propriedade do magnata da mídia William Randolph Hearst. Como tal, a Considine poderia e usaria esse fato para sua vantagem.
Com o advento da Segunda Guerra Mundial, Considine se tornou correspondente de guerra da International News Service, também de propriedade de Hearst. A agência de notícias era um antecessora da United Press International, e sua coluna "On the Line" era uma característica sindicalizada bem conhecida.
"Bob Considine não é um grande escritor, mas ele é o Hearstling (um jornalista empregado ou compartilhando as opiniões de William Randolph Hearst: um jornalista reacionário) que costuma chegar lá primeiro com mais palavras sobre quase qualquer assunto", escreveu a revista Time em um perfil sem assinatura.